# Benjamin Franklin Parkway

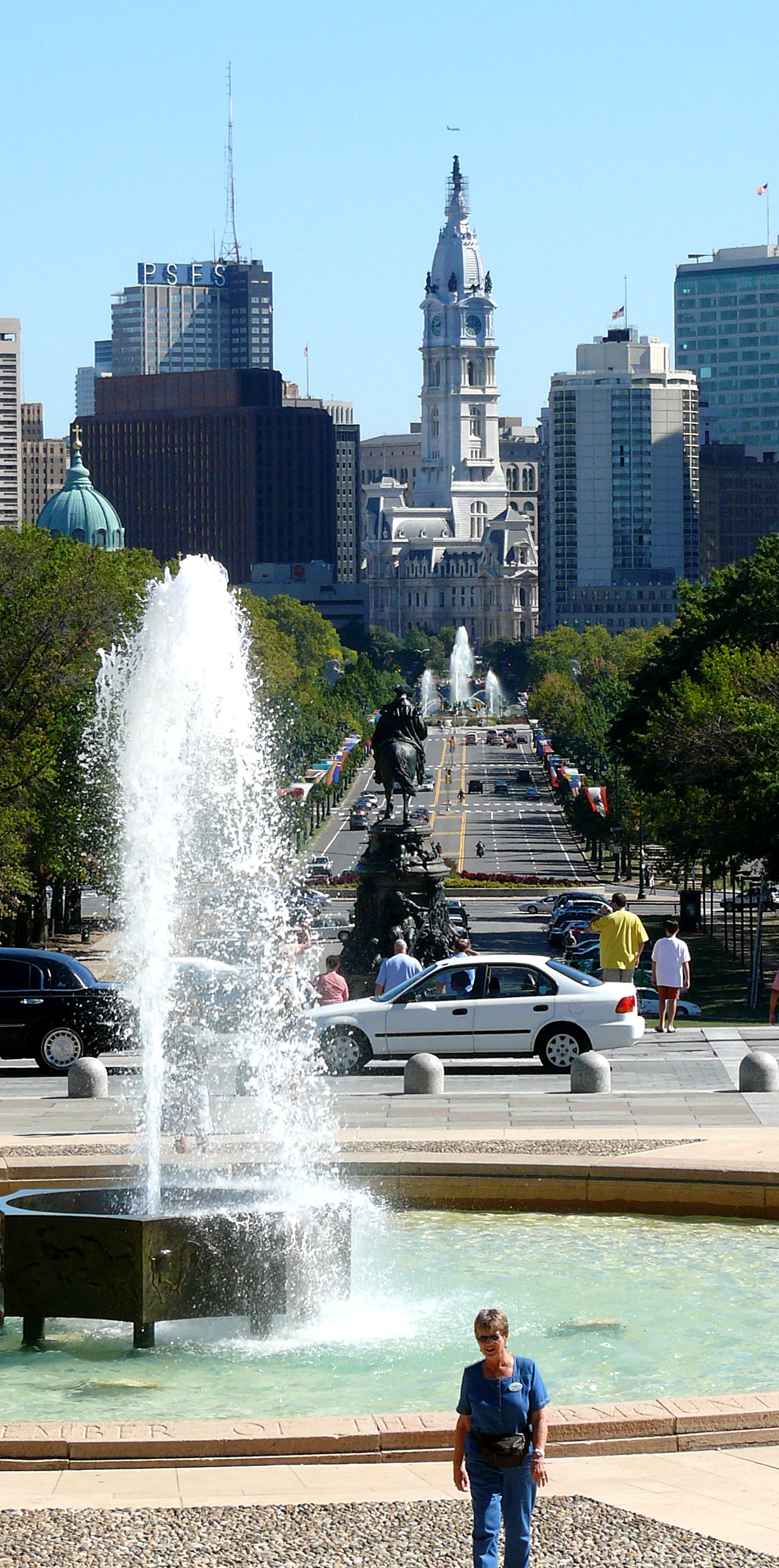
De Benjamin Franklin Parkway

De Benjamin Franklin Parkway is een boulevard die door het culturele hart van de Amerikaanse stad Philadelphia loopt. De straat loopt vanaf het stadhuis van Philadelphia tot aan het Philadelphia Museum of Art en is vernoemd naar de beroemdste inwoner van de stad: Benjamin Franklin.

## Geschiedenis
De plannen voor het aanleggen van de Benjamin Franklin Parkway is voortgekomen uit de City Beautiful-beweging in Amerika die rond 1890-1900 van veel aanzien genoot. In 1906 werden de eerste plannen in opdracht van de Fairmount Park Art Association. Een aantal architecten was verantwoordelijk voor het ontwerp van de huidige parkway. Men begon pas met de aanleg van de straat in 1917 nadat de laatste aanpassingen in het ontwerp waren gedaan door de Franse landschapsarchitect Jacques Gréber. Hij had de straat zo ontworpen dat het moest gaan wedijveren met de Avenue des Champs-Élysées van Parijs.
Door haar centrale ligging is de Parkway ook diverse malen het toneel geweest van grote concerten. In juli 2005 fungeerde de trappen voor het Museum of Art als het podium voor het Amerikaanse podium van Live 8.

## Gebouwen gevestigd aan de Parkway
- Kathedraal van Philadelphia, de Rooms-Katholieke kathedraal van de stad
- Openbare Bibliotheek van Philadelphia
- Franklin Institute
- Academy of Natural Sciences
- Rodin Museum
- Barnes Foundation
- Philadelphia Museum of Art

## Galerij

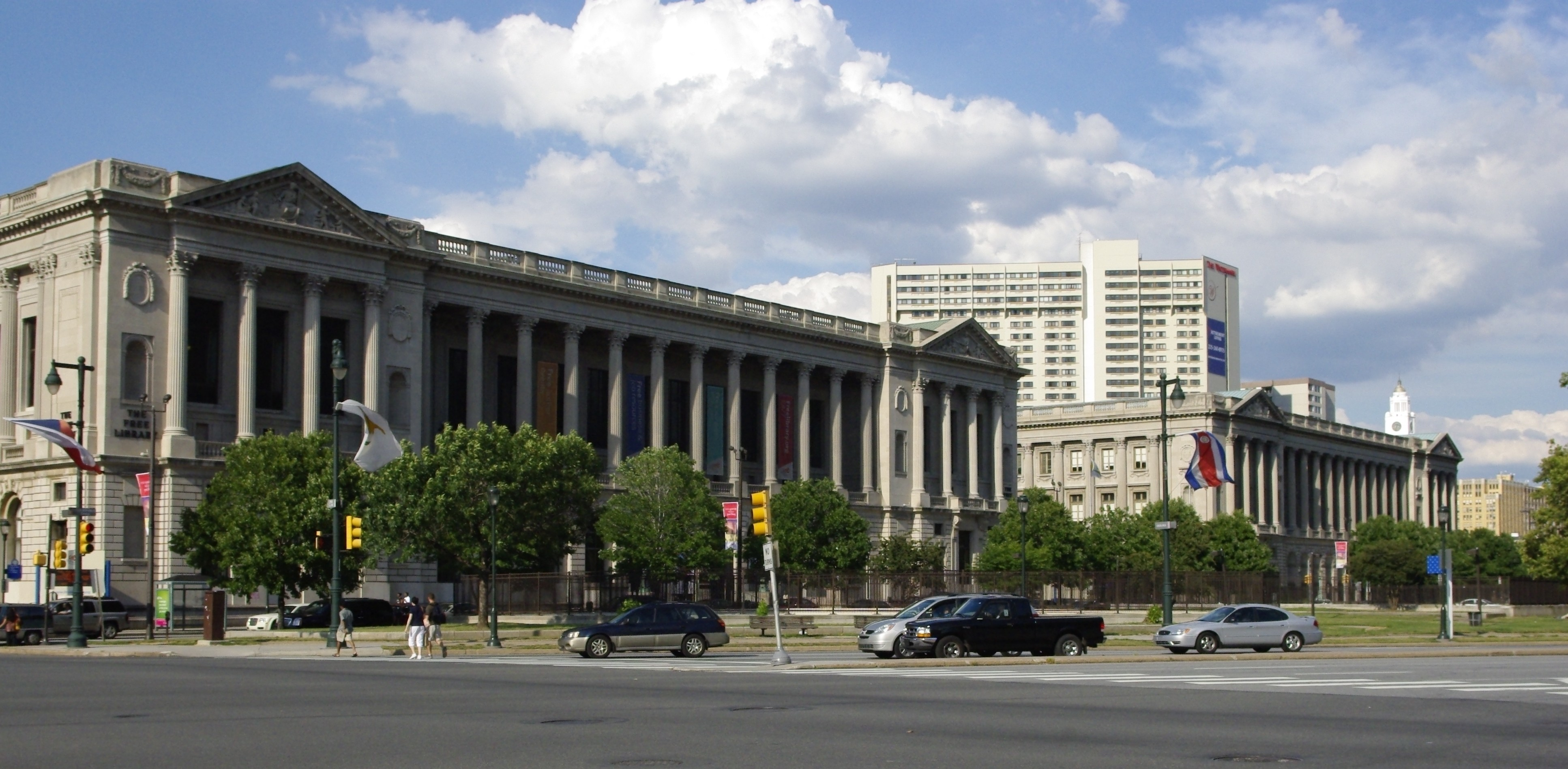
Het Logan Square met links de Openbare Bibliotheek
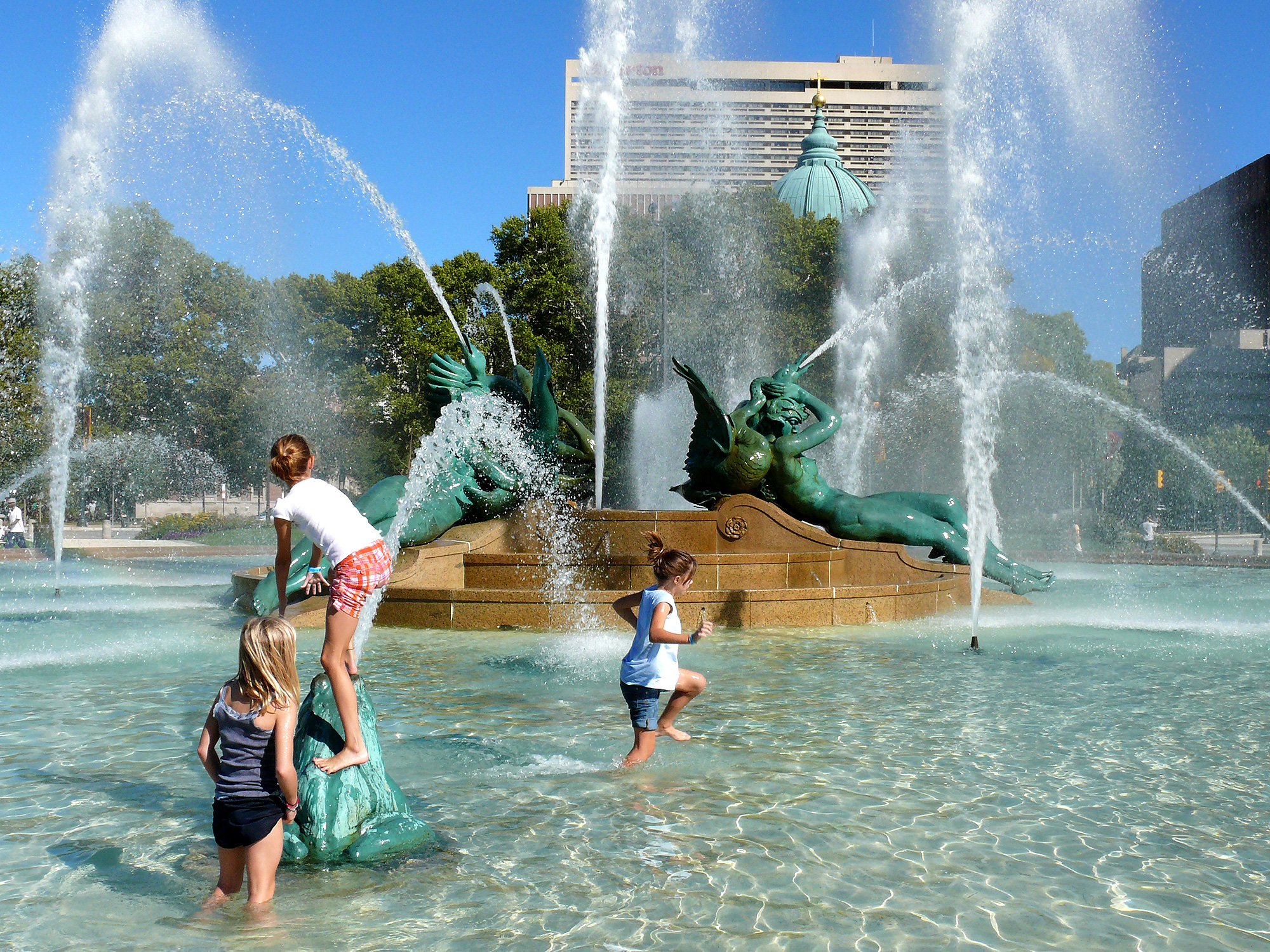
Swann Fountain in het middelpunt van Logan Square
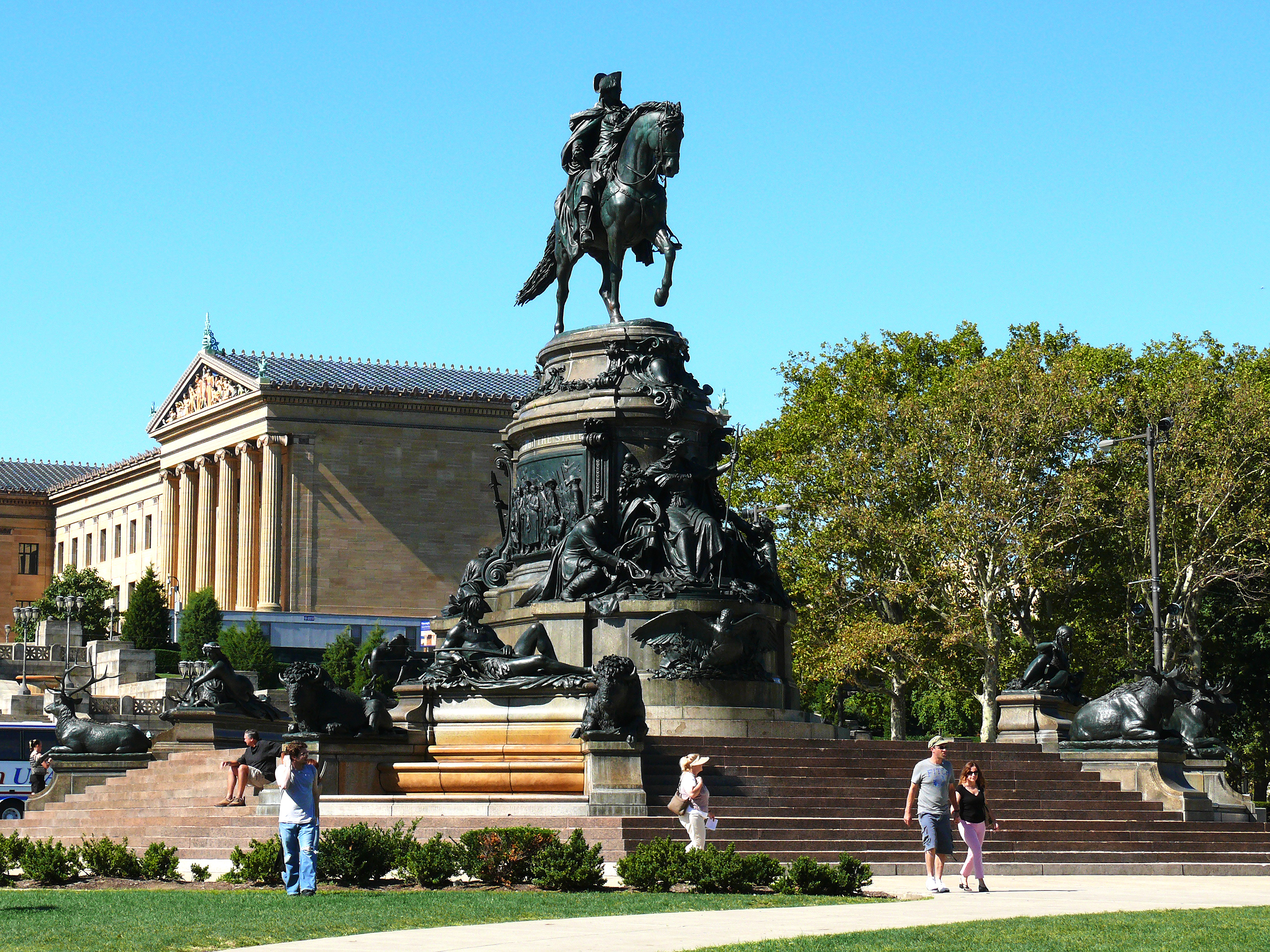
Het Washington Monument